# 西淠河
西淠河，位于安徽省西部，是淮河中游右岸支流淠河的西源，其上源宋家河发源于金寨县南部马鬃岭北麓，东北流至古碑镇柳树店左纳乌鸡河后始称西淠河，西淠河东北流经青山镇后注入响洪甸水库，于水库东北角出库后进入六安市裕安区，东北流至独山镇后折向东南，至西河口乡与淠河东源东淠河汇流。干流全长68公里，流域面积1585平方公里。